# Liste der Biografien/Hux
Liste der Biografien |
Portal Biografien |
Personensuche
# |
A |
B |
C |
D |
E |
F |
G |
H |
I |
J |
K |
L |
M |
N |
O |
P |
Q |
R |
S |
T |
U |
V |
W |
X |
Y |
Z |
?
 
Ha |
Hd |
He |
Hi |
Hj |
Hk |
Hl |
Hm |
Hn |
Ho |
Hr |
Hs |
Ht |
Hu |
Hv |
Hw |
Hy
 
Hua |
Hub |
Huc |
Hud |
Hue |
Huf |
Hug |
Huh |
Hui |
Huj |
Huk |
Hul |
Hum |
Hun |
Huo |
Hup |
Huq |
Hur |
Hus |
Hut |
Huu |
Huv |
Huw |
Hux |
Huy |
Huz
Die Liste der Biografien führt alle Personen auf, die in der deutschsprachigen Wikipedia einen Artikel haben. Dieses ist eine Teilliste mit 29 Einträgen von Personen, deren Namen mit den Buchstaben „Hux“ beginnt.

## Hux
- Hux, Angelus (* 1933), Schweizer Archivar im Kanton Thurgau

### Huxe
- Huxel, Fritz (1892–1972), deutscher Weingutsbesitzer, Rebpionier
- Huxer, Albrecht († 1456), Kaufmann und Reeder, Bürgermeister der Rechtstadt Danzig (1431 bis 1456)
- Huxer, Caspar (1552–1628), deutscher Münzmeister
- Huxer, Tideman, Kaufmann, Reeder und Bürgermeister der Rechtstadt Danzig

### Huxh
- Huxhagen, Herbert (1899–1967), deutscher NS-Funktionär
- Huxham, John († 1768), englischer Mediziner
- Huxhold, Erika (* 1954), deutsche Ministerialbeamtin
- Huxhold, Erwin (1914–2005), deutscher Architekt, Hochschullehrer und Autor
- Huxholtz, Wolrad (1618–1671), deutscher Arzt und Chirurg
- Huxhorn, Wilhelm (1955–2010), deutscher Fußballspieler

### Huxl
- Huxley, Aldous (1894–1963), britischer SchriftstellerAldous Huxley (1894–1963)

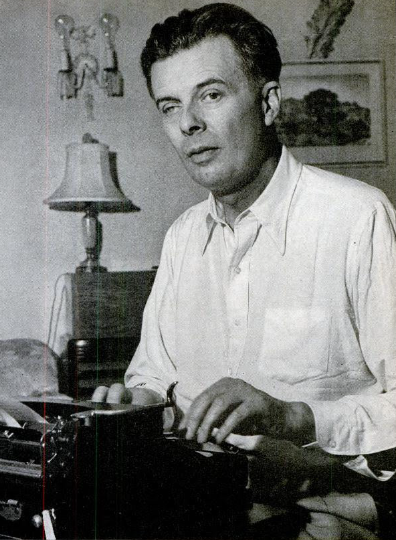
Aldous Huxley (1894–1963)

- Huxley, Andrew Fielding (1917–2012), englischer Biophysiker und Physiologe, Nobelpreisträger
- Huxley, Anthony Julian (1920–1992), britischer Botaniker
- Huxley, David (* 1988), australischer Eishockeyspieler
- Huxley, Elspeth (1907–1997), britische Schriftstellerin und Journalistin
- Huxley, Francis (1923–2016), britischer Botaniker, Anthropologe und Schriftsteller
- Huxley, Frank (1911–1995), englischer Fußballspieler
- Huxley, George Leonard (1932–2022), britisch-irischer Klassischer Philologe und Gräzist
- Huxley, Hugh Esmor (1924–2013), britischer Biologe
- Huxley, Julian (1887–1975), britischer Biologe, Philosoph und Schriftsteller; erster Generaldirektor der UNESCO
- Huxley, Leonard (1860–1933), britischer Lehrer, Autor und Herausgeber
- Huxley, Martin (* 1944), britischer Mathematiker
- Huxley, Saxon (* 1988), englischer Wrestler
- Huxley, Thomas Henry (1825–1895), englischer Biologe, Bildungsorganisator und Hauptvertreter des Agnostizismus

### Huxm
- Huxman, Walter A. (1887–1972), US-amerikanischer Politiker

### Huxo
- Huxoll, Anton (1808–1840), deutscher Historienmaler und Genremaler der Düsseldorfer Schule

### Huxt
- Huxtable, Ada Louise (1921–2013), US-amerikanische Journalistin
- Huxtable, Juliana (* 1987), US-amerikanische Performance-Künstlerin, Autorin, DJ und Model